# Belagerung der Sidney Street

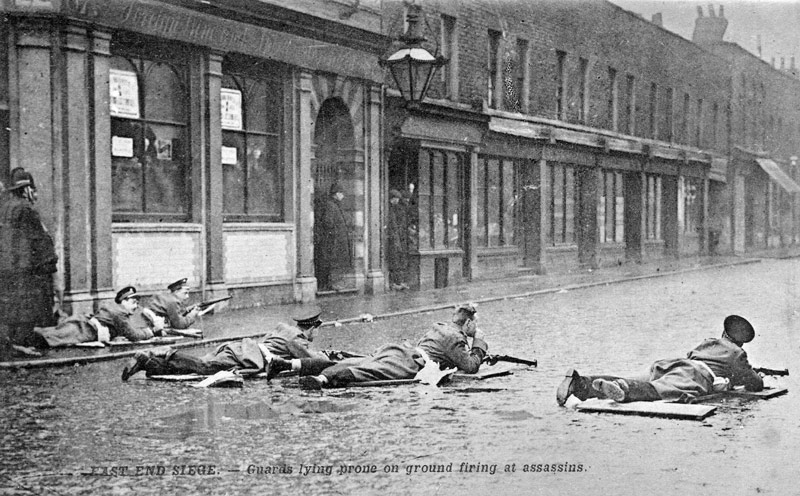
Soldaten der Scots Guards eröffnen das Feuer auf die Anarchisten

Die Belagerung der Sidney Street (englisch Siege of Sidney Street sowie umgangssprachlich Battle of Stepney) war eine bewaffnete Auseinandersetzung zwischen staatlichen Ordnungskräften und einer Gruppe baltischer Anarchisten im Londoner East End im Januar 1911. Die Belagerung endete mit dem Tod der meisten Anarchisten. Die Affäre schlug hohe politische Wellen wegen der Rolle des damaligen britischen Innenministers Winston Churchill.

## Vorgeschichte
In den Jahren vor dem Ersten Weltkrieg verschlug es zahlreiche politisch Verfolgte des russischen Zarenregimes nach Großbritannien. Nach der gescheiterten russischen Revolution von 1905 versuchten sich insbesondere Anarchisten, Kommunisten und Sozialrevolutionäre dem Zugriff der Behörden zu entziehen. In Großbritannien angelangt, trieb es die meisten Flüchtlinge in die Weltmetropole London und dort vor allem in die Armenviertel des East End. Hier bot sich den Flüchtlingen (englisch refugees) die Möglichkeit, trotz ihrer Mittellosigkeit einstweilen ein Unterkommen zu finden. Unter diesen Flüchtlingen war im Herbst 1905 für einige Monate der junge Josef Stalin.

## Der „Tottenham Outrage“ („Die Gräueltat von Tottenham“)
Unter diesen Umständen war auch eine Gruppe lettischer Anarchisten nach London gekommen, die mutmaßlich unter der Führung einer Person namens Peter Piatkow stand, auch Peter der Anstreicher („Peter the Painter“) genannt, deren Historizität jedoch nicht unzweifelhaft gesichert ist. Da alle Angehörigen der Gruppe diverse Pseudonyme verwendeten, sind exakte Angaben über ihre Größe kaum zu machen. Die Kernmitglieder der Gruppe waren vermutlich Jacob Fogel (auch Jan Sprohe), William Sokolow (auch Joseph), Fritz Svaars, Mouremtzoff (auch George Gardstein), Nina Vassilleva (Gardsteins Geliebte), Luba Milstein (Svaars' Poussage), Jacob Peters, Max Smoller (auch Joseph Levi) und der angebliche Piatkow. Zwecks Finanzierung ihres Lebensunterhalts und ihres revolutionären Kampfes begingen sie in London diverse gewaltsame Raubdelikte, die sie – vom klassenkämpferischen Impetus geleitet – als Expropriation der Expropriateure betrachteten. Die erste dieser Aktionen war der „Tottenham Outrage“ am 23. Januar 1909. Zwei der lettischen Anarchisten überfielen einen Geldboten, der die Lohngelder einer örtlichen Kautschukfabrik von der Bank abholte. Im Laufe des sich ergebenden Handgemenges wurden Schüsse abgefeuert, die die Polizei auf den Plan riefen. Beamte konnten die beiden Täter schließlich nach einer Verfolgung über eine Strecke von mehr als 6 Meilen einholen und stellen. Im Zuge der Verfolgungsjagd wurden 2 Menschen getötet und 27 verletzt.

## Houndsditch-Morde
Im Dezember 1910 wollten die Mitglieder dieser Gruppe ein Juweliergeschäft in Houndsditch ausrauben und trieben hierzu einen Tunnel durch die Wand eines von ihnen angemieteten Nachbargebäudes. Zur Öffnung der Tresore hatte man einen Schlosser namens Dubof in die Gruppe geholt. Ein durch den „Baulärm“ misstrauisch gewordener Anwohner verständigte am 16. Dezember die Polizei. Als die – traditionell nicht mit Schusswaffen ausgestatteten – Beamten am Ort des Geschehens eintrafen, ertappten sie die Piatkow-Gruppe bei ihrer Tätigkeit: Einer der Polizisten (Sergeant Bentley) wurde sofort beim Eindringen in das fragliche Haus erschossen, zwei weitere (Constable Choate und Sergeant Tucker) in der sich nun ergebenden Schießerei (englisch „Houndsditch murders“). Die meisten Mitglieder der Gruppe konnten sich der Festnahme durch die zahlenmäßig überlegene Polizei entziehen, jedoch wurde George Gardstein, ihr ursprünglicher Anführer, durch die verirrte Kugel eines seiner Komplizen schwer verwundet und erlag seinen Verletzungen nach vermeintlich geglückter Flucht in einem Unterschlupf der Bande in der Wohnung Svaars. Begleitet von einer landesweiten Woge der Empörung über die Polizistenmorde führte eine intensive Fahndung in den folgenden Wochen zur Festnahme mehrerer Bandenmitglieder. Die toten Polizisten wurden in einem offiziellen Staatsakt in Anwesenheit des Innenministers Winston Churchill und seiner Ehefrau geehrt.

## Die Belagerung

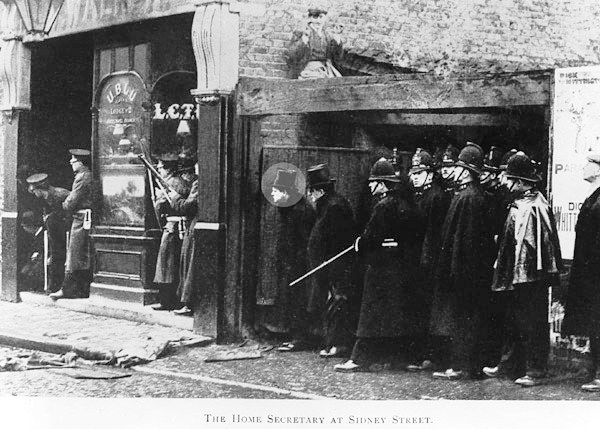
Winston Churchill (hervorgehoben) in der Sidney Street

Am 2. Januar 1911 teilte ein Informant (vermutlich ein gewisser Charles Perelman, der frühere Vermieter der Bande) der Polizei mit, dass zwei oder drei Angehörige der Bande, unter ihnen womöglich auch Peter der Anstreicher, sich in dem Gebäude der Adresse 100 Sidney Street, Stepney (im Metropolitan Police District), verborgen hielten.
Aufgrund von Gerüchten über einen angeblich bevorstehenden Wechsel ihres Verstecks und in Erwartung bewaffneten Widerstandes beschloss die Polizei einen Großeinsatz zur Verhaftung der Gesuchten. Am 3. Januar 1911 um zwei Uhr morgens riegelten rund zweihundert Beamte den Häuserblock systematisch ab. Mit leichten und veralteten Schusswaffen ausgerüstete Kräfte bezogen Stellung in Geschäften und Wohnungen im unmittelbaren Umfeld des Verstecks der Gesuchten.
Bei Tagesanbruch begann ein ausgedehnter Schusswechsel. Die waffenmäßige Überlegenheit der mit halbautomatischen Mauserpistolen feuernden Belagerten wurde alsbald ersichtlich, und ihr großer Munitionsvorrat verschärfte die Situation weiter. Die Einsatzleitung ersuchte deshalb das Innenministerium um die Entsendung militärischer Hilfe. Innenminister Churchill erteilte von seiner Privatwohnung aus seine Zustimmung und begab sich nach kurzem Umweg über das Ministerium direkt zum Ort des Geschehens. Churchill gab später zu, nicht nur aus Pflichtgefühl, sondern auch aus Neugierde und der ihm eigenen Abenteuerlust gehandelt zu haben. Vor Ort beschränkte er sich nicht auf eine passive Rolle, sondern dirigierte von einer nur schwach gedeckten Position aus Teile der Einsatzkräfte. 
Eingesetzt wurden unter anderem mit modernen Lee-Enfield-Repetiergewehren bewaffnete Soldaten der im Tower of London stationierten Scots Guards, die das Gebäude von der Straße und von einem strategisch günstig gelegenen Dach aus unter Feuer nahmen. Währenddessen plante die Einsatzleitung eine Erstürmung des Gebäudes und suchte hierzu nach tragbaren Panzerplatten zum Schutz der vorrückenden Kräfte. Erwogen wurde auch der Einsatz eines inzwischen bereitstehenden schweren Maschinengewehrs vom Typ Maxim Gun. Hierzu kam es jedoch nicht mehr. Nach rund sechsstündiger Belagerung entstiegen den oberen Geschossen des Hauses Rauchschwaden und ein Brand breitete sich langsam nach unten aus. Der eintreffenden Feuerwehr verweigerte die Polizei – aufgrund der Gefahr, unter Beschuss durch die Insassen des Gebäudes zu geraten – den Zutritt zu den Baulichkeiten, und Churchill, der sich den Standpunkt der Polizei zu eigen machte, wies sie stattdessen an, lediglich ein Übergreifen des Feuers auf die angrenzenden Gebäude zu verhindern. Schließlich erfasste das Feuer auch das Erdgeschoss des Gebäudes, dessen Decke schließlich einbrach. Mit vorgehaltenen Waffen erwarteten die Ordnungskräfte einen Ausbruchsversuch der Eingeschlossenen. Ein solcher erfolgte nicht. Nachdem die Flammen letztlich von der Feuerwehr gelöscht worden waren, fand man im Innern des Gebäudes die sterblichen Überreste von Fritz Svaars und William Sokolow. Von Peter dem Anstreicher wurde niemals auch nur eine Spur entdeckt.

## Nachspiel
Fünf Personen wurden wegen mutmaßlicher Mitgliedschaft in der Piatkow-Bande verhaftet, jedoch allesamt im späteren Gerichtsverfahren freigesprochen, darunter Jacob Peters (Jakow Peters), der im Zuge der russischen Revolution von 1917 bis zum stellvertretenden Chef der Tscheka, der bolschewistischen Geheimpolizei, aufstieg.
Churchills Rolle in der Affäre wurde in Parlament und in der Öffentlichkeit kontrovers diskutiert und festigte seinen Ruf als Skandalminister, der mit geradezu „magnetischer Kraft“ Unruhe in sein Umfeld brachte. Der damalige konservative Parteichef Arthur Balfour bezichtigte Churchill in einer Unterhausdebatte, unangemessen gehandelt und sich durch seine direkte Beteiligung an einem „Straßenkampf“ – der noch dazu von den Kameras der britischen Wochenschau gefilmt wurde – eines Ministers unwürdig verhalten zu haben. Des Weiteren warf man ihm Publicity-Sucht und eine unnötige Gefährdung seiner für den Staat wertvollen Person vor. Churchill selbst gestand in privatem Kreis ein, einen Fehler gemacht zu haben. Die Unterlegenheit der britischen Polizei im Feuergefecht zog die Abschaffung der Webley-Revolver und die Einführung der Webley-Halbautomatik als Standardwaffe der Londoner Polizei nach sich.

## Verfilmung
Die Ereignisse der Sidney-Street-Belagerung wurden in dem Spielfilm Verbrecherzentrale Sidney Street (The Siege of Sidney Street, GB 1960, Regie: Monty Berman) ereignisnah wiedergegeben. In der ursprünglichen britischen Verfilmung von Alfred Hitchcocks Der Mann, der zuviel wusste von 1934 wurden die Ereignisse der Sidney-Street-Belagerung, indes mit künstlerischer Freiheit, verarbeitet. In das amerikanische Remake des Films, ebenfalls unter Regie Hitchcocks von 1956, fanden sie keinen Eingang.